# Katholieke Kerk in Servië

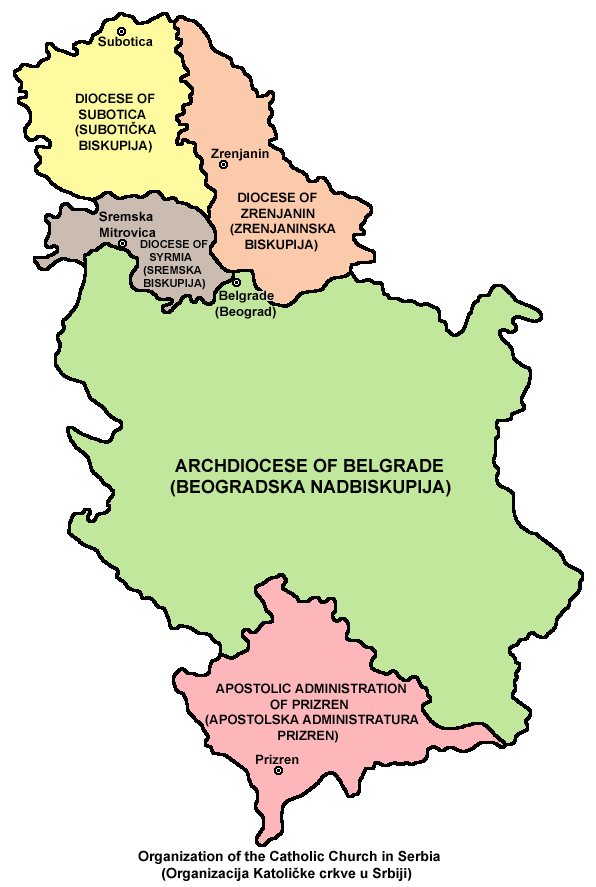
Bestuurlijke indeling van de Katholieke Kerk in Servië
Aartsbisdom Belgrado - Groen
Bisdom Subotica - Geel
Bisdom Zrenjanin - Beige
Bisdom Syrmia - Bruin
Apostolische Administratie Prizren - Paars

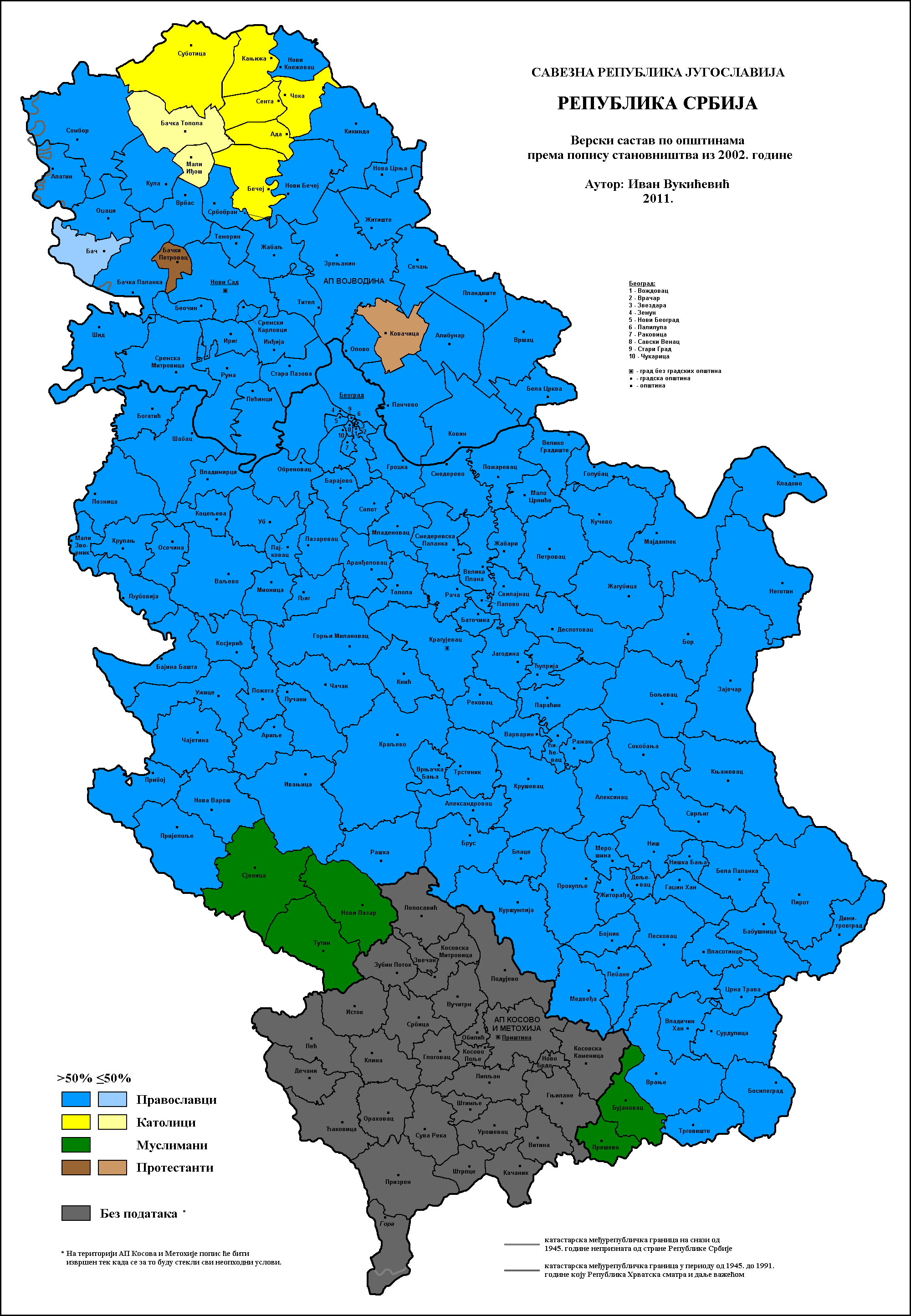
Kaart van gemeenten in Servië naar grootste religie (census 2002). Katholiek is weergegeven in geel.

De Katholieke Kerk in Servië maakt deel uit van de wereldwijde Katholieke Kerk, onder het leiderschap van de paus en de Curie.
Het grootste aantal katholieken leeft in het noorden van Servië in Vojvodina.
De apostolisch nuntius voor Servië is sinds 12 september 2022 aartsbisschop Santo Rocco Gangemi.

## Bestuurlijke indeling
1. Kerkprovincie Belgrado:
  1. Aartsbisdom Belgrado
  2. Bisdom Subotica
  3. Bisdom Zrenjanin
2. Kerkprovincie Đakovo-Osijek (in Kroatië):
  1. Bisdom Syrmia
3. Immediatum:
  1. Apostolische Administratie Prizren (grondgebied van Kosovo)

## Aantal gelovigen
|                  | census 1921 | census 1921 | census 1991 | census 1991 | census 2002 | census 2002 |
| Aantal           | %           | Aantal      | %           | Number      | %           |             |
| ---------------- | ----------- | ----------- | ----------- | ----------- | ----------- | ----------- |
| Katholieken      | 751,429     | 17.16       | 496,226     | 6.4         | 410,976     | 5.48        |
| Totale bevolking | 4,378,595   | 100         | 7,759,571   | 100         | 7,498,001   | 100         |

Albanië · Andorra · Armenië · Azerbeidzjan · België · Bosnië en Herzegovina · Bulgarije · Cyprus · Denemarken · Duitsland · Estland · Finland · Frankrijk · Georgië · Griekenland · Groot-Brittannië · Hongarije · IJsland · Ierland · Italië · Kazachstan · Kroatië · Letland · Liechtenstein · Litouwen · Luxemburg · Malta · Moldavië · Monaco · Montenegro · Nederland · Noord-Macedonië · Noorwegen · Oekraïne · Oostenrijk · Polen · Portugal · Roemenië · Rusland · San Marino · Servië · Slovenië · Slowakije · Spanje · Tsjechië · Turkije · Vaticaanstad · Wit-Rusland · Zweden · Zwitserland